# Malayala Manorama
Malayala Manorama (മലയാള മനോരമ en malayalam) est un journal quotidien indien de langue malayalam, dont le siège est basée à Kottayam, dans l'État du Kerala. Créé en 1888, le titre n'a toutefois été édité qu'à partir de 1890, d'abord de manière mensuelle, puis bi-hebdomadaire à partir de 1901, ne devenant quotidien qu'à partir du 2 juillet 1928.
Son grand tirage (1,1 million d'exemplaires) est perçu comme une preuve de la progression de l'alphabétisation du Kerala, l'un des États les plus développés de l'Inde.
Le groupe éditorial Malayala Manorama édite également d'autres publications en malayalam mais aussi en anglais, notamment un magazine anglophone intitulé The Week.